# Rängs sand
Rängs sand est une localité suédoise située dans la commune de Vellinge en Scanie.
Sa population était de 808 habitants en 2010.